# Meteoroide rasant del 13 d'octubre del 1990
El meteoroide EN131090 és un bòlid rasant amb una massa estimada de 44 kg que el 13 d'octubre del 1990 penetrà l'atmosfera terrestre per sobre de Txecoslovàquia i Polònia durant uns segons abans de tornar a l'espai exterior. Hi ha poques observacions d'esdeveniments com aquest, que fou el segon a ser estudiat amb instruments astronòmics científics (després del gran bòlid diürn del 1972) i el primer a ser observat des de dues posicions distants, cosa que permeté calcular-ne algunes característiques orbitals. El seu pas per la Terra en modificà significativament l'òrbita i, en menor mesura, algunes propietats físiques (massa i estructura de la capa exterior).

## Observacions
Tres txecs observaren el meteoroide de manera independent: l'astrònom Petr Pravec, Pavel Klásek i Lucie Bulíčková. Segons les seves comunicacions, l'esdeveniment començà a les 03.27.16 ± 3 UT i el bòlid brillant es desplaçà de sud a nord. El seu traç romangué visible durant 10 segons.
Les càmeres de la Xarxa Europea de Bòlids proporcionaren la majoria de dades sobre l'esdeveniment. Fou el primer esdeveniment d'aquest tipus a ser enregistrat per càmeres situades a dos punts distants, Červená hora i Svratouch (tots dos a l'actual República Txeca), fet que permeté calcular les característiques orbitals del meteoroide a partir de mètodes geomètrics. Totes dues estaven equipades amb objectius ull de peix de cel sencer.
La imatge presa des de Červená hora tingué un valor especial. Seguí la trajectòria del bòlid al llarg d'uns 110°, des de 51° per sobre de l'horitzó meridional, passant pel zenit a només 1° a l'oest i fins a només 19° per sobre de l'horitzó septentrional (cobrint un 60% del firmament). La càmera de Červená hora també estava equipada amb un obturador rotatiu que interrompé l'exposició 12,5 vegades per segon i dividí el traç del bòlid, fet que permeté determinar-ne la velocitat.